# Philip Glenister
Philip Haywood Glenister (Londra, 10 febbraio 1963) è un attore britannico, noto soprattutto per il ruolo di Gene Hunt nella serie televisiva Life on Mars e nel suo spin-off Ashes to Ashes, entrambe della BBC e del reverendo Anderson nella serie Outcast. È il fratello minore dell'attore Robert Glenister.

## Filmografia parziale

### Cinema
- Hooligans (I.D.), regia di Phil Davis (1995)
- Calendar Girls, regia di Nigel Cole (2003)
- Le crociate - Kingdom of Heaven (Kingdom of Heaven), regia di Ridley Scott (2005)
- Incontrerai l'uomo dei tuoi sogni (You Will Meet a Tall Dark Stranger), regia di Woody Allen (2010)
- Bel Ami - Storia di un seduttore (Bel Ami), regia di Declan Donnellan e Nick Ormerod (2012)

### Televisione
- Clocking Off – serie TV, 18 episodi (2000-2002)
- Hornblower – miniserie TV, puntate 5-6 (2001)
- State of Play – serie TV, 6 episodi (2003)
- Byron, regia di Julian Farino – miniserie TV (2003)
- Un'isola in guerra (Island at War), regia di Stephen Mallatratt – miniserie TV (2004)
- Life on Mars – serie TV, 16 episodi (2006-2007)
- Cranford – serie TV, 5 episodi (2007)
- Ashes to Ashes – serie TV, 24 episodi (2008-2010)
- Demons – miniserie TV, regia di Tom Harper e Matthew Evans (2009)
- Hidden, regia di Niall MacCormick – miniserie TV, (2011)
- Mad Dogs – serie TV, 14 episodi (2011-2013)
- L'isola del tesoro (Treasure Island) – miniserie TV, regia di Steve Barron (2012)
- Big School – serie TV, 12 episodi (2013-2014)
- The Level – serie TV, 6 episodi (2016)
- Outcast – serie TV, 20 episodi (2016-2017)
- Living the Dream – serie TV, 12 episodi (2017-2019)
- Urban Myths – serie TV, episodio 2x07 (2018)
- Belgravia – miniserie TV, regia di John Alexander (2020)
- Fondazione (Foundation) – serie TV, episodio 2x03 (2023)

## Doppiatori italiani
Nelle versioni in italiano delle opere in cui ha recitato, Philip Glenister è stato doppiato da:
- Nino D'Agata in State of Play
- Gianluca Tusco in Calendar Girls
- Germano Basile in Un'isola in guerra
- Pierluigi Astore in Life on Mars
- Massimo Rossi in Ashes to Ashes
- Alessandro Spadorcia ne L'isola del tesoro
- Angelo Maggi in Bel Ami - Storia di un seduttore
- Roberto Pedicini in Outcast
- Massimo Lodolo in Urban Myths
- Pasquale Anselmo in Belgravia